# Tiruvannamalai (dystrykt)

Dystrykt Tiruvannamalai na mapie stanu Tamil Nadu

Tiruvannamalai – jeden z dystryktów stanu Tamil Nadu (Indie). Stolicą dystryktu Tiruvannamalai jest miasto Tiruvannamalai.

## Położenie
Od północnego zachodu i północy graniczy z dystryktem Vellore, od wschodu z dystryktem Kanchipuram, od południa z dystryktem Viluppuram, od zachodu z dystryktami Dharmapuri i Krishnagiri.